# Bundesautobahn 544
La Bundesautobahn 544, abbreviata anche in A 544, è una breve autostrada tedesca della lunghezza di 5 km che collega la città di Aquisgrana con l'autostrada A 4 e l'autostrada A 44.

## Percorso
| A 544 |           |                         |     |                |                |
| Tipo  | n° uscita | Indicazione             | km  | Corrispondenze | Strada europea |
|       | 4         | Europaplatz             | 5,4 |                |                |
|       | 3         | Rothe Erde              | 4,0 |                |                |
|       | 2         | Wurselen                | 1,5 |                |                |
|       | 1b        | Kreuz Aachen (Westteil) | 0,0 |                |                |
|       | 1a        | Kreuz Aachen (Ostteil)  | 0,0 |                |                |